# بلومبرگ بیزنس‌ویک
بلومبرگ بیزینس‌ویک (به انگلیسی: Bloomberg Businessweek) یک مجله تجاری هفتگی آمریکایی انگلیسی زبان است و در گذشته با نام بیزینس‌ویک شناخته می‌شد که از سال ۲۰۰۹ توسط مؤسسه بلومبرگ ال. پی. منتشر می‌شود و مقر آن در نیویورک واقع در ایالات متحده آمریکا است و از سال ۱۹۲۹ ایجاد شده‌است.
این مجله پنجاه بار در سال منتشر می‌شود و کارش را در سپتامبر ۱۹۲۹ در شهر نیویورک آغاز کرد. مجلات تجاری بلومبرگ بیزینس ویک در برج بلومبرگ واقع در خیابان لکسینگتون ۷۳۱، در بحش منهتن شهر نیویورک قرار دارد. این برج در مرکز سیتی گروپ، خیابان ۵۳ شرقی و۱۵۳ بین لکسینگتون و خیابان سوم، منهتن در شهر نیویورک واقع شده‌است.

## افتخارات و جوایز
بلومبرگ بیزینس‌ویک در سال ۲۰۱۱، به عنوان برترین مجله تجاری در کشور معرفی شد. در سال ۲۰۱۲، بلومبرگ بیزینس ویک برنده جایزه برتری عمومی برای مجلات عمومی در جوایز مجله ملی شد. همچنین در سال ۲۰۱۲، جاش تیرانگیل، سردبیر بیزینس ویک بلومبرگ، توسط سایت عصر تبلیغات به عنوان سردبیر مجله سال انتخاب شد. در سال ۲۰۱۴، بلومبرگ بیزینس ویک برنده جایزه انجمن سردبیران و نویسندگان تجاری آمریکایی به عنوان بهترین در تجارت برای مجلات عمومی معرفی شد.